# Build A Rocket Boys!
| Совокупная оценка | Совокупная оценка |
| Источник          | Оценка            |
| ----------------- | ----------------- |
| Metacritic        | 82/100            |
| Оценки критиков   |                   |
| Источник          | Оценка            |
| Allmusic          | [ 2 ]             |
| BBC Music         | (Favourable)      |
| Clash             | 8/10              |
| The Guardian      | [ 5 ]             |
| The Independent   | [ 6 ]             |
| NME               | 8/10              |
| No Ripcord        | 8/10              |
| Pitchfork Media   | 6.9/10            |
| Pop Matters       | 8/10              |
| Q Magazine        | [ 11 ]            |
| Spin              | 8/10              |
| The Telegraph     | [ 13 ]            |

Build A Rocket Boys! — пятый студийный альбом британской группы Elbow, выпущенный 4 марта 2011.

## Описание
Выпуск альбома предварял сингл «Neat Little Rows», вышедший 27 февраля 2011, на песню был снят видеоклип. Также синглами были выпущены песни «Open Arms» (24 апреля) и «Lippy Kids» (8 августа).
«Build A Rocket Boys!» дебютировал на второй строчке чарта альбомов Великобритании, в первую неделю группа продала 78 177 копий, уступив по продажам только альбому Адели «21». Всего в 2011 году Elbow продали в Великобритании 327 000 экземпляров своего альбома.
Критики высоко оценили альбом, на сайте Metacritic он получил рейтинг 82 (на основе 26 рецензий), что означает «всеобщее признание». Так, по мнению обозревателя The Telegraph Хелен Браун, которая поставила альбому наивысшую оценку, группе удалось с «величием и без суеты» продолжить успех предыдущего альбома («The Seldom Seen Kid», 2008), записав такие же «богатые на фактуру, умные и тёплые» песни.

## Список композиций
Тексты песен — Гай Гарви, музыка — Elbow.
| №   | Название                    | Длительность |
| --- | --------------------------- | ------------ |
| 1.  | «The Birds»                 | 8:03         |
| 2.  | «Lippy Kids»                | 6:06         |
| 3.  | «With Love»                 | 4:12         |
| 4.  | «Neat Little Rows»          | 5:39         |
| 5.  | «Jesus Is a Rochdale Girl»  | 3:18         |
| 6.  | «The Night Will Always Win» | 4:24         |
| 7.  | «High Ideals»               | 5:39         |
| 8.  | «The River»                 | 2:51         |
| 9.  | «Open Arms»                 | 4:53         |
| 10. | «The Birds» (Reprise)       | 1:31         |
| 11. | «Dear Friends»              | 5:01         |